# Dean Zimmerman
Dean Zimmerman (* 8. April 1974 in Los Angeles, Kalifornien) ist ein US-amerikanischer Filmeditor.

## Leben
Er ist der Sohn des Filmeditors Don Zimmerman und dessen Frau Donna. Sein Zwillingsbruder Dan Zimmerman und sein jüngerer Bruder David Zimmerman sind ebenfalls als Filmeditoren tätig. Auch seine beiden Schwestern Debi und Dana arbeiten in der Filmbranche.
Zimmerman begann seine Karriere im Bereich Filmschnitt Mitte der 1990er Jahre als Praktikant und Schnittassistent. 2007 war er bei der Action-Komödie Rush Hour 3 erstmals als eigenständiger Editor tätig. Sein Schaffen umfasst mehr als ein Dutzend Produktionen. 2017 wurde er für seine Arbeit an der ersten Folge der Serie Stranger Things mit einem Emmy-Award ausgezeichnet. Die Arbeit an der Serie brachte ihm 2020 und 2022 jeweils eine weitere Emmy-Nominierung ein. 2017 war er außerdem für einen Eddie-Award nominiert, ebenfalls für seine Arbeit an der ersten Folgen von Stranger Things. 2025 gewann er für Deadpool & Wolverine einen Saturn Award.
Zimmerman ist Mitglied der American Cinema Editors (ACE).

## Filmografie (Auswahl)
- 2007: Rush Hour 3
- 2008: Jumper
- 2009: Nachts im Museum 2 (Night at the Museum: Battle of the Smithsonian)
- 2010: Date Night – Gangster für eine Nacht (Date Night)
- 2010: Gullivers Reisen – Da kommt was Großes auf uns zu (Gulliver's Travels)
- 2011: Real Steel
- 2012: Spieglein Spieglein – Die wirklich wahre Geschichte von Schneewittchen (Mirror Mirror)
- 2012: The Watch – Nachbarn der 3. Art (The Watch)
- 2013: Prakti.com (The Internship)
- 2014: Sieben verdammt lange Tage (This Is Where I Leave You)
- 2014: Nachts im Museum: Das geheimnisvolle Grabmal (Night at the Museum: Secret of the Tomb)
- 2015: The Last Witch Hunter
- 2016: Why Him?
- 2016–2022: Stranger Things (Fernsehserie)
- 2018: The Darkest Minds – Die Überlebenden (The Darkest Minds)
- 2018: Holmes & Watson
- 2021: Free Guy
- 2022: The Adam Project
- 2023: Alles Licht, das wir nicht sehen (All the Light We Cannot See, Miniserie)
- 2024: Deadpool & Wolverine